# Common Public Radio Interface
La Common Public Radio Interface (CPRI) è un'interfaccia radio pubblica, definita da un gruppo di industrie manifatturiere, come Ericsson AB, Nokia Siemens Networks, NEC Corporation, Huawei Technologies Co. Ltd, Nortel Networks SA, Alcatel-Lucent.
L'interfaccia CPRI fissa le caratteristiche di trasporto e di segnalazione tra il controllo dell'apparato radio (Radio Equipment Control, REC) e l'apparato radio stesso (Radio Equipment, RE).
Le specifiche, a livello OSI, si trovano nei livelli 1 e 2.